# Orthotaenia undulana
 (janvier 2019).
Espèce
Orthotaenia undulana est une espèce de lépidoptères (papillons) de la famille des Tortricidae.

## Habitats
Lisières et clairières forestières.

## Biologie

### Vol
Les adultes volent de mai à juillet.

### Plantes hôtes
La chenille est polyphage, on la trouve sur les arbres feuillus et les plantes basses.